# Sakura no Ki ni Narou
«Sakura no Ki ni Narou» (яп. 桜の木になろう Сакура но ки ни наро:, «Давайте станем сакурами») — 20-й сингл японской идол-группы AKB48. Вышел в Японии 16 февраля 2011 года на лейбле King Records.

## Композиция
Это песня про окончание школы.

## Коммерческий успех
В первый день было продано 655 тысяч синглов — больше, чем продал за день кто-либо с марта 2009 года, когда Орикон впервые стал публиковать продажи за день.

## Список композиций
Сингл был издан в 3-x версиях — Type A (CD+DVD), Type B (CD+DVD) и в театральном издании (яп. 劇場盤) (CD). Поскольку Type-A и Type-B были в двух вариантах с разными каталоговыми номерами, обычном и лимитированном, то по факту версий было 5.

### Type A
CD
1. Sakura no Ki ni Narou (桜の木になろう)
2. Guuzen no Juujiro (偶然の十字路) — Under Girls
3. Kiss Made 100 Mile (キスまで100マイル) — MINT
4. Sakura no Ki ni Narō off vocal ver.
5. Guuzen no Juujiro off vocal ver.
6. Kiss Made 100 Mile off vocal ver.

### Type B
CD
1. Sakura no Ki ni Narou (桜の木になろう)
2. Guuzen no Juujiro (偶然の十字路) — Under Girls
3. Area K (エリアK) — DIVA
4. Sakura no Ki ni Narou off vocal ver.
5. Gūzen no Juujiro off vocal ver.
6. Area K off vocal ver.

### Театральное издание
CD
1. Sakura no Ki ni Narou (桜の木になろう)
2. Guuzen no Juujiro (偶然の十字路) — Under Girls
3. Oogon Center (黄金センター) — Team Kenkyuusei
4. Sakura no Ki ni Narou off vocal ver.
5. Guuzen no Juujiro off vocal ver.
6. Oogon Center off vocal ver.

## Чарты
| Чарт (2011)   | Наивыс. позиция |
| ------------- | --------------- |
| Oricon Weekly | 1               |